# Aşık Reyhani
Aşık Reyhani (* ca. 1932 in Pasinler; † 11. Dezember 2006 in Bursa) war ein Volksdichter und Bağlama-Spieler der Türkei.

## Leben
Aşık Reyhani wurde in einem kleinen Dorf in Pasinler (ehemals Hasankale) in der Provinz Erzurum geboren.
Sein bürgerlicher Name war Yaşar Yılmaz.
Sein Vater, der aus dem Iran kam, ließ sich erst in Kars an der Grenze zu Armenien und später in Erzurum nieder.
Aşık Reyhani verbrachte seine Kindheit im Dorf. 
Lesen und Schreiben lernte er, ohne eine Schule zu besuchen. Seinen Abschluss konnte er aber in anderen Städten nachholen, indem er regelmäßig Prüfungen ablegte.
Er interessierte sich schon früh für die türkische Volksdichtung, was durch die Anwesenheit und Besuche von Aşık-Sängern stark unterstützt wurde. Er beschäftigte sich mit türkischen Volkssagen und Literatur zur türkischen Dichtung.
Reyhani selbst begann im Alter von 18 Jahren lyrische Texte zu verfassen und begann seinen Lebensweg als Aşık.
Er starb in Bursa und wurde auch dort begraben.

## Wirken
Er nahm in Konya durchgehend am jährlichen 'Fest der Volksdichter' (Konya Aşıklar Bayramı) teil und lernte verschiedene Volksdichter wie Huzuri Baba, Nihani, Cevlani, Efkari und Gülistan Çobanoğlu kennen und lernte auch von ihnen.
Später trat er mehrfach in verschiedenen europäischen Ländern und im Iran auf und gewann eine Vielzahl von Preisen.
Er wurde mehrfach zu Konzerten in Europa eingeladen sowie zu einer Konferenz an der University of Michigan, wo ihm für seine Verdienste der Ehrendoktor verliehen wurde.

## Werke
- Erzurumlu Gelin
- Umut Dagi
- Yorgunum
- Gidirem
- Kara yer
- Size diyorum
- Basima vururum
- Zakir ile Sakir Hikayesi
- Mahzuniye Nasihat
- Cikarsa Ciksin
- Ask adami deli eder
- Bu Sabahlari
- Muhannet
- Yandim Aman
- Ihtiyar oldum
- Kahpe Zaman